# Huân chương Tự do Tổng thống

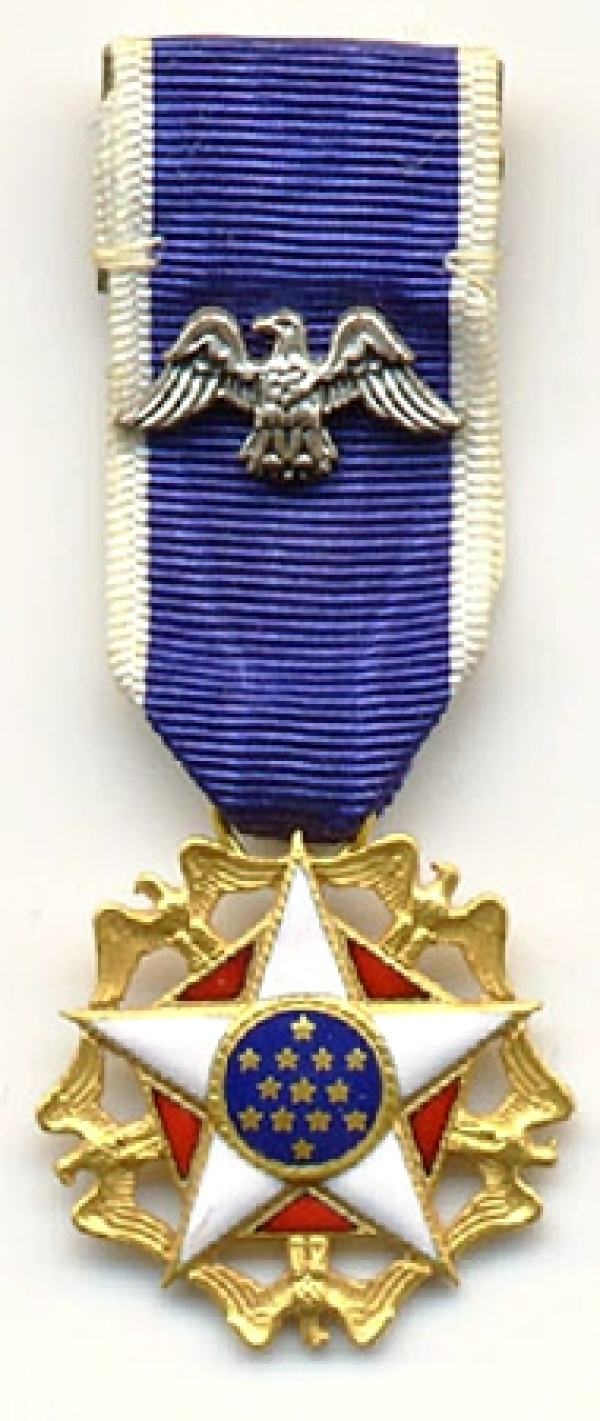
Huân chương Presidential Medal of Freedom

Huân chương Tự do của Tổng thống (Tiếng Anh: Presidential Medal of Freedom) là một huân chương của Tổng thống Hoa Kỳ dùng để trao tặng cho những đóng góp đặc biệt trong giữ gìn an ninh công cộng, lợi ích quốc gia của Hoa Kỳ, thế giới hòa bình hay lĩnh vực văn hóa hoặc các nỗ lực đáng kể của một cá nhân hay tập thể .
Huân chương Tự do của Tổng thống cùng Huân chương vàng Quốc hội của Quốc hội Hoa Kỳ là hai huân chương cao quý nhất của nước Mỹ. Người được nhận huân chương không chỉ giới hạn là công dân Mỹ (nhiều nhà lãnh đạo các quốc gia trên thế giới đã nhận Huân chương này) và mặc dù là một giải thưởng dân sự nhưng quân nhân vẫn được nhận với điều kiện phải mặc quân phục khi nhận giải.

## Lịch sử
Huân chương được lập ra năm 1945 bởi tổng thống Harry Truman để vinh danh những người tham gia Chiến tranh thế giới thứ hai. Đến năm 1963 huân chương này được tổng thống John F. Kennedy tái lập và mở rộng diện vinh danh thông qua sắc lệnh số 11085.
Huân chương này được trao thường niên vào dịp gần ngày Độc lập Hoa Kỳ (4 tháng 7), những người được lựa chọn để nhận vinh dự này được quyết định bởi chính tổng thống. Huân chương có thể được trao cho các cá nhân nhiều hơn một lần, ví dụ John Kenneth Galbraith và Colin Powell đều từng hai lần nhận huân chương. Những người đã qua đời cũng có thể được truy tặng huân chương, ví dụ cho trường hợp này là Paul "Bear" Bryant, John F. Kennedy và Roberto Clemente.

## Mô tả

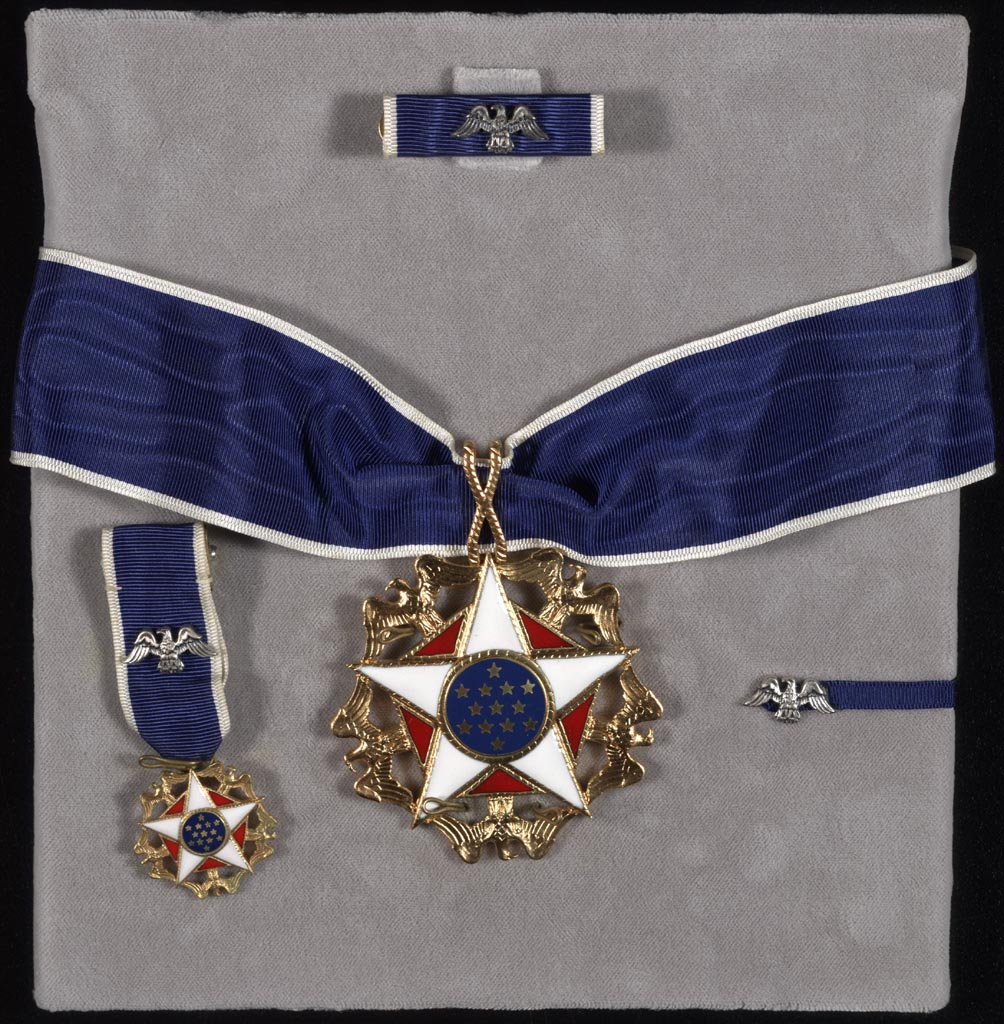
Huân chương và những chi tiết đi kèm như ruy-băng, huy hiệu, cài cà-vạt

Phần chính của huân chương có dạng ngôi sao vàng tráng men trắng lồng phía trên một hình ngũ giác tráng men đỏ. Vành tròn viền vàng ở trung tâm ngôi sao có khắc 13 ngôi sao vàng nhỏ trên nền men xanh nước biển (lấy từ Quốc huy Hoa Kỳ). Nối giữa các cánh của ngôi sao là năm con đại bàng mạ vàng. Phía trên dải băng treo huân chương còn đính thêm một con đại bàng khác mạ bạc.

## Người nhận huy chương
| Năm  | Người nhận huy chương       | Lĩnh vực                              | Ghi chú                              |
| ---- | --------------------------- | ------------------------------------- | ------------------------------------ |
| 1946 | John Kenneth Galbraith      | Kinh doanh và kinh tế học             |                                      |
| 1946 | Thomas Francis, Jr.         | Khoa học tự nhiên                     |                                      |
| 1946 | Horacio de la Costa         | Tôn giáo                              |                                      |
| 1946 | William Stephenson          | Tình báo                              |                                      |
| 1946 | Homer Morrison Byington     | Chính trị                             |                                      |
| 1946 | Andrew Berry                | Quân sự                               |                                      |
| 1947 | Henry Rigby                 | Tình báo                              |                                      |
| 1948 | Frank Berryman              | Quân sự                               |                                      |
| 1961 | Andrew Goodpaster           | Quân sự                               | Được trao huân chương lần 2 năm 1984 |
| 1963 | John F. Kennedy             | Tổng thống Hoa Kỳ                     | Truy tặng                            |
| 1963 | Ludwig Mies van der Rohe    | Kiến trúc                             |                                      |
| 1963 | Edwin H. Land               | Nhiếp ảnh                             |                                      |
| 1963 | Jean Monnet                 | Ngoại giao                            |                                      |
| 1964 | Walt Disney                 | Điện ảnh                              |                                      |
| 1964 | Theodore M. Hesburgh        | Giáo dục                              |                                      |
| 1964 | Lewis Mumford               | Khoa học tự nhiên                     |                                      |
| 1968 | Robert S. McNamara          | Chính trị                             |                                      |
| 1969 | Bob Hope                    | Điện ảnh                              |                                      |
| 1969 | Gregory Peck                | Điện ảnh                              |                                      |
| 1969 | Duke Ellington              | Âm nhạc                               |                                      |
| 1977 | Lady Bird Johnson           | Phu nhân tổng thống Lyndon B. Johnson |                                      |
| 1977 | Ariel Durant và Will Durant | Sử học                                |                                      |
| 1977 | James D. Watson             | Khoa học tự nhiên                     |                                      |
| 1980 | Rachel Carson               | Khoa học tự nhiên                     | Truy tặng                            |
| 1980 | John Wayne                  | Điện ảnh                              | Truy tặng                            |
| 1980 | Ansel Adams                 | Nhiếp ảnh                             |                                      |
| 1980 | Lyndon B. Johnson           | Tổng thống Hoa Kỳ                     | Truy tặng                            |
| 1981 | Kirk Douglas                | Điện ảnh                              |                                      |
| 1983 | Clare Boothe Luce           | Chính trị                             |                                      |
| 1984 | James Cagney                | Điện ảnh                              |                                      |
| 1984 | Whittaker Chambers          | Tình báo                              |                                      |
| 1984 | Andrew Goodpaster           | Ngoại giao                            | Được trao huân chương lần 1 năm 1961 |
| 1985 | Juan Trippe                 | Kinh doanh và kinh tế học             | Truy tặng                            |
| 1985 | Jacques-Yves Cousteau       | Khoa học tự nhiên                     | Công dân Pháp                        |
| 1987 | Lyman Lemnitzer             | Quân sự                               |                                      |
| 1988 | Milton Friedman             | Kinh doanh và kinh tế học             |                                      |
| 1989 | Lucille Ball                | Điện ảnh                              | Truy tặng                            |
| 1992 | Audrey Hepburn              | Điện ảnh                              |                                      |
| 1993 | Martha Raye                 | Điện ảnh                              |                                      |
| 1993 | Marjory Stoneman Douglas    | Hoạt động môi trường                  |                                      |
| 1993 | Joseph L. Rauh, Jr          | Luật                                  |                                      |
| 1993 | John Minor Wisdom           | Luật                                  |                                      |
| 1993 | William J. Brennan, Jr.     | Luật                                  |                                      |
| 1993 | Thurgood Marshall           | Luật                                  |                                      |
| 1993 | Colin Powell                | Quân sự                               |                                      |
| 1993 | William Fulbright           | Chính trị                             |                                      |
| 1993 | Ronald Reagan               | Tổng thống Hoa Kỳ                     |                                      |
| 1993 | Arthur Ashe                 | Thể thao                              |                                      |

### 2016
Các tài tử điện ảnh Tom Hanks, Robert Redford và Robert De Niro, vận động viên bóng rổ Kareem Abdul-Jabbar và Michael Jordan, ca sĩ Bruce Springsteen và Diana Ross, người thành lập quỹ Melinda và Bill Gates, người dẫn chương trình Ellen DeGeneres, các nhà toán học và khoa học máy tính Grace Hopper, Margaret Hamilton, Elvis Presley, Giáo hoàng Phanxicô, ...
Danh sách này không đầy đủ, bạn cũng có thể giúp mở rộng danh sách.

## Hình ảnh

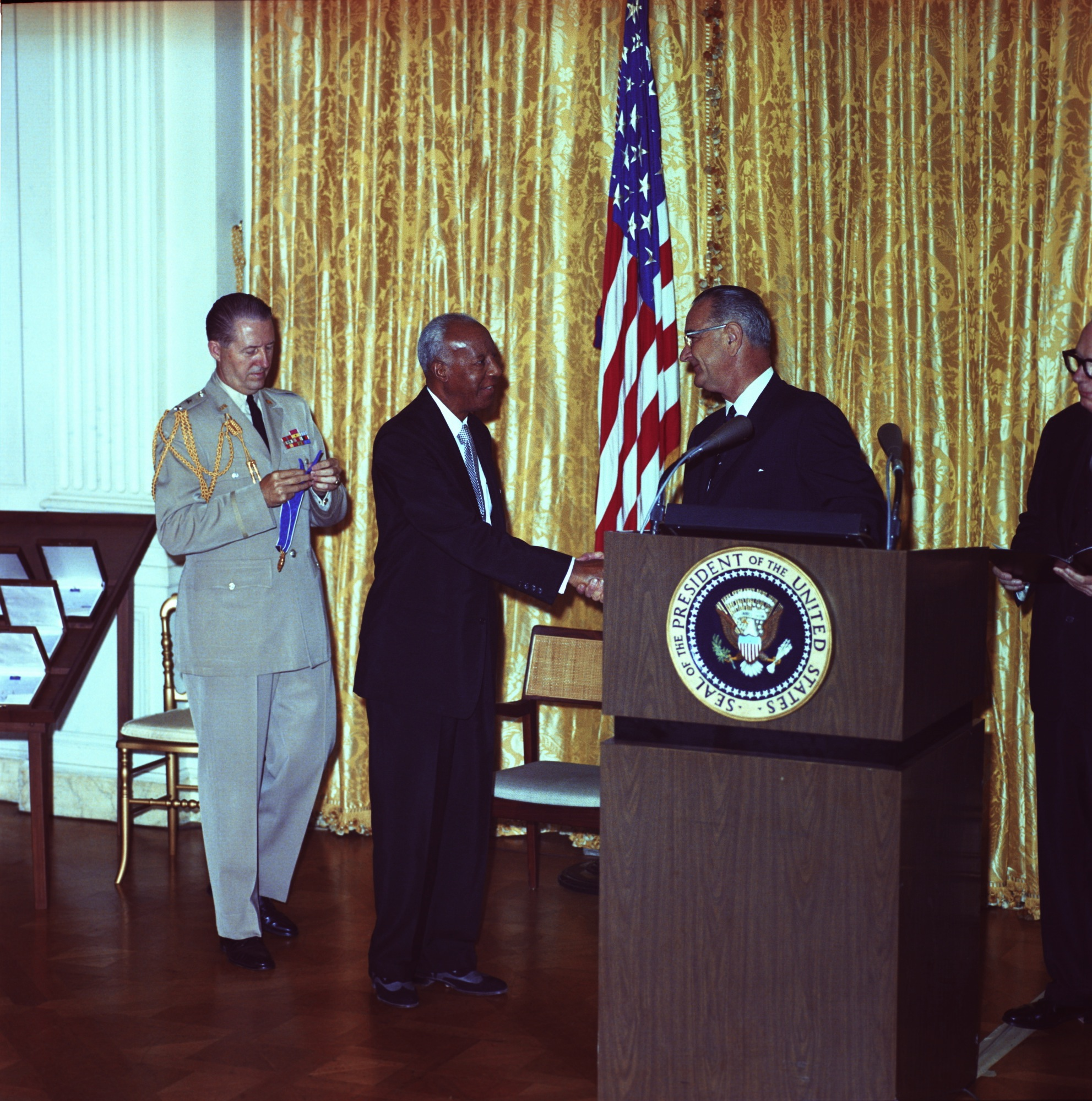
Lãnh tụ nhân quyền A. Philip Randolph được Tổng thống Lyndon B. Johnson trao huân chương năm 1964.
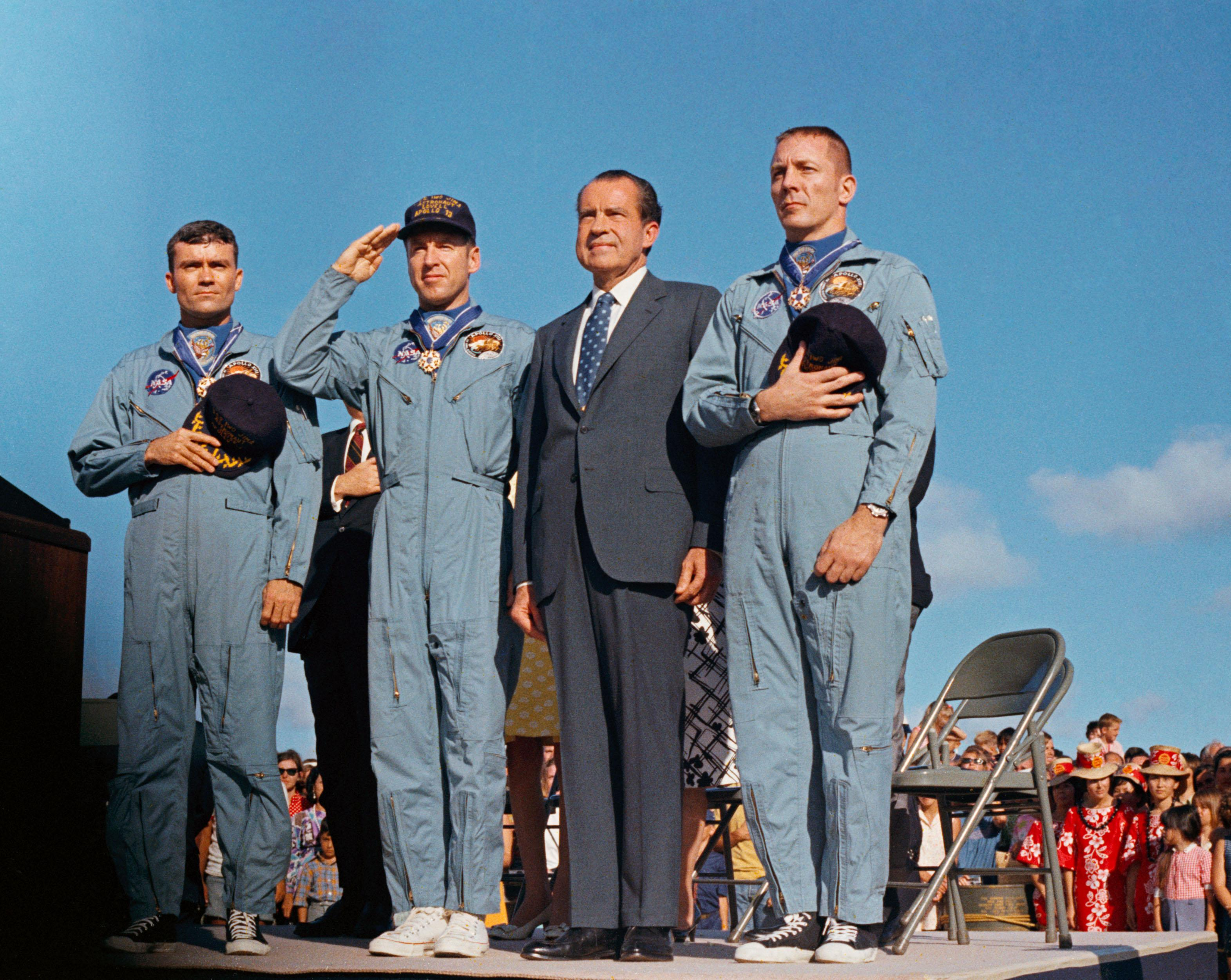
Tổng thống Richard Nixon và các phi hành gia Apollo 13 (phải sang trái: Jack Swigert, Jim Lovell và Fred Haise) sau buổi trao tặng huân chương năm 1970.
Tổng thống Ronald Reagan, cạnh đó là Mẹ Teresa trong buổi trao tặng huân chương tại Nhà Trắng năm 1985.
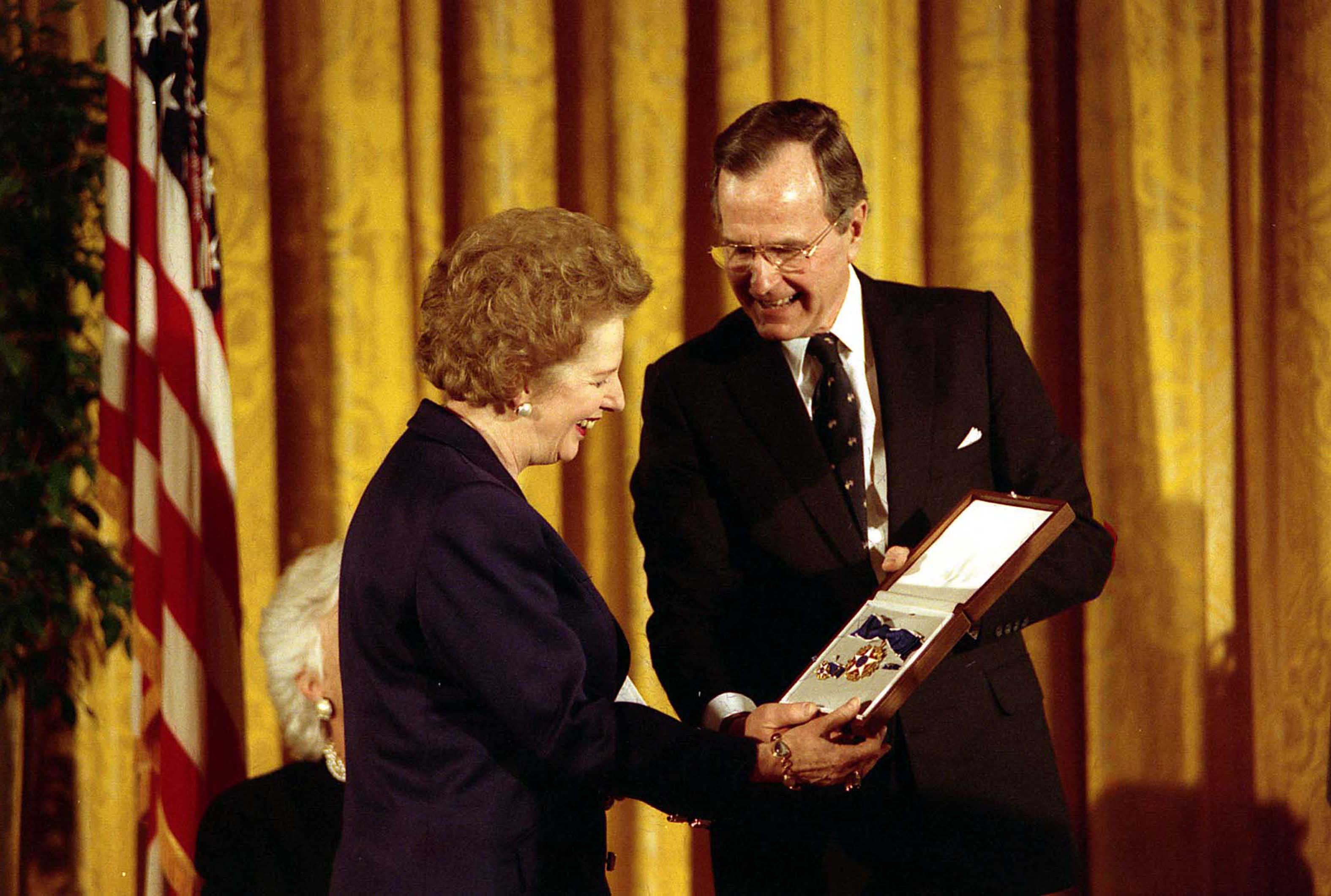
Cựu Thủ tướng Anh Margaret Thatcher nhận huân chương từ Tổng thống George H. W. Bush năm 1991.
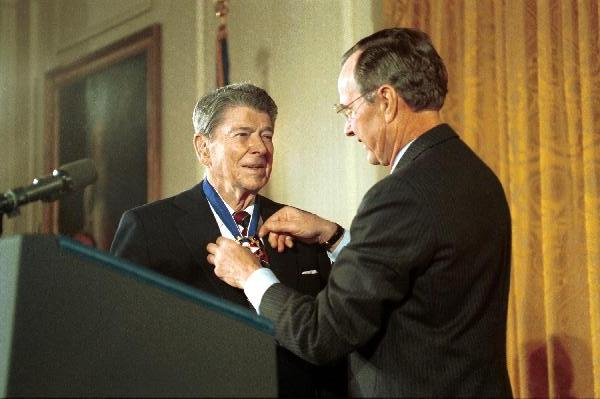
George H. W. Bush trao huân chương cho cựu Tổng thống Ronald Reagan năm 1993.
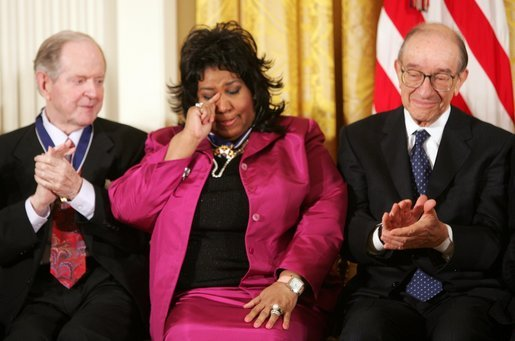
"Nữ hoàng nhạc Soul" Aretha Franklin bật khóc sau khi được nêu tên nhận huân chương, cạnh đó là nhà sử học Robert Conquest bên trái và nhà kinh tế học Alan Greenspan năm 2005.
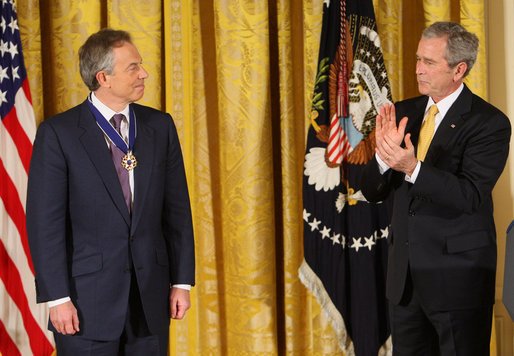
Cựu Thủ tướng Anh Tony Blair nhận huân chương từ Tổng thống George W. Bush năm 2009.
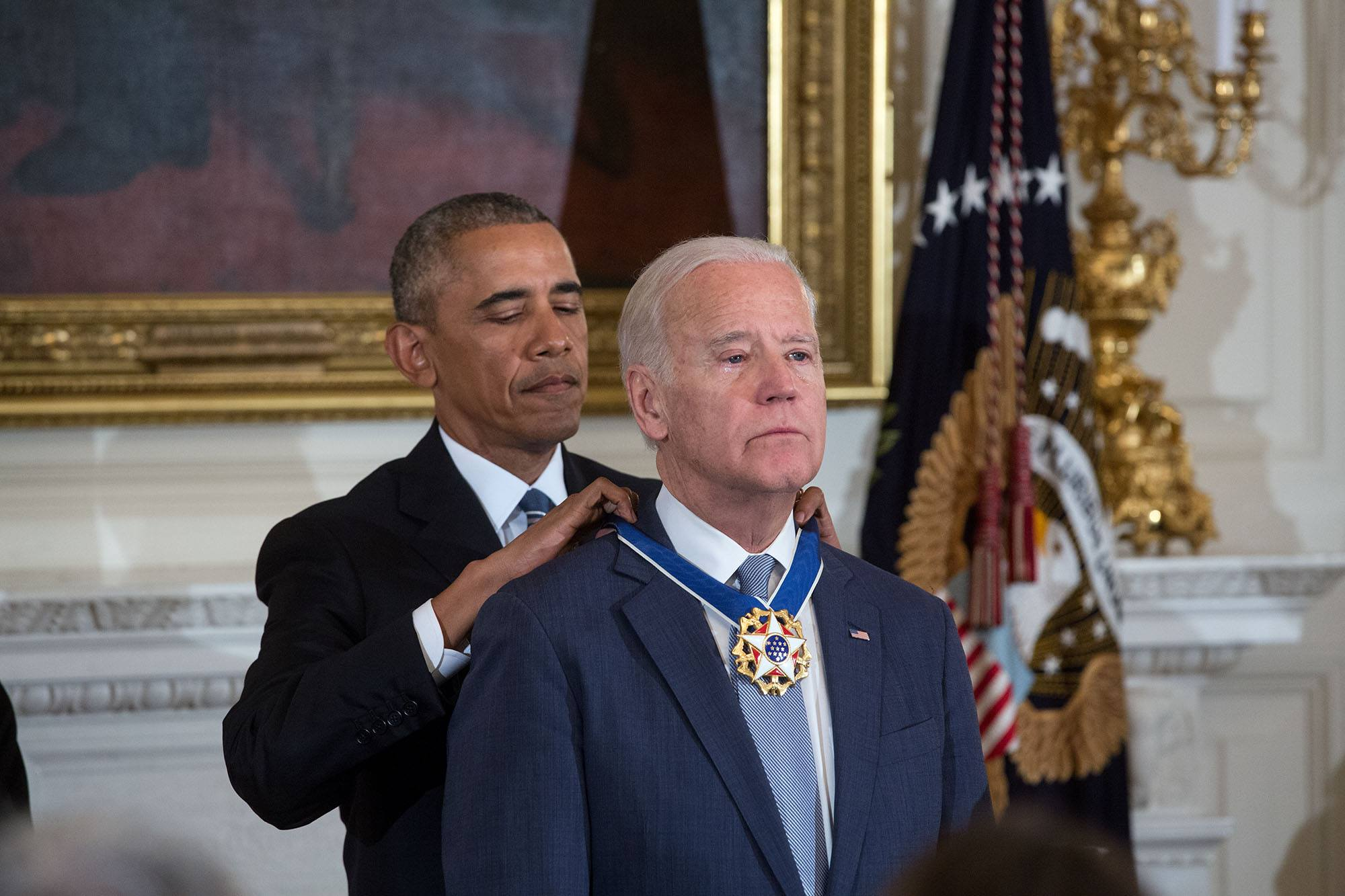
Tổng thống Barack Obama trao huân chương cho Phó Tổng thống Joe Biden năm 2017.
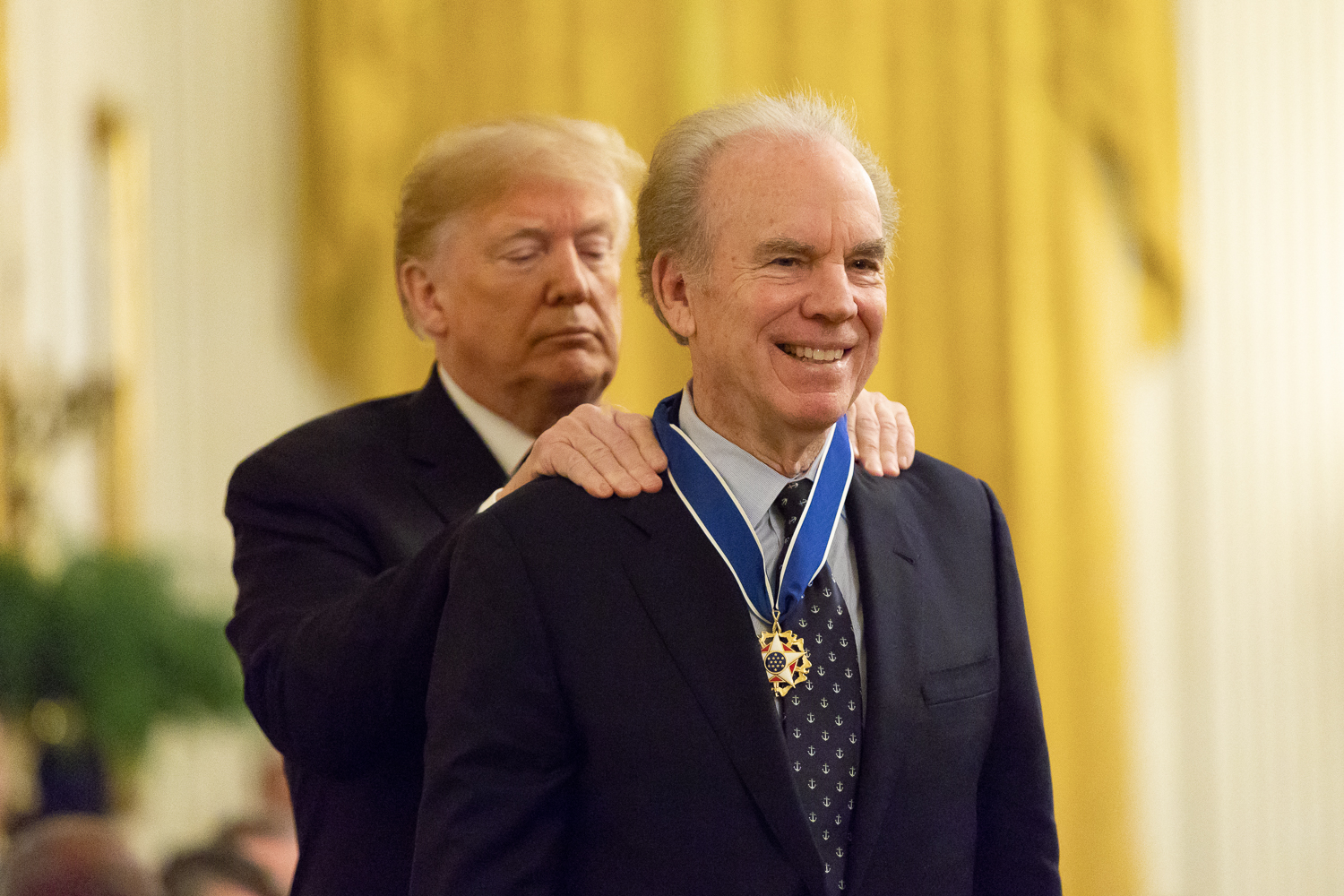
Tổng thống Donald Trump trao huân chương cho Roger Staubach năm 2018.